# Liste der Kulturgüter in Nürensdorf
Die Liste der Kulturgüter in Nürensdorf enthält alle Objekte in der Gemeinde Nürensdorf im Kanton Zürich, die gemäss der Haager Konvention zum Schutz von Kulturgut bei bewaffneten Konflikten, dem Bundesgesetz vom 20. Juni 2014 über den Schutz der Kulturgüter bei bewaffneten Konflikten sowie der Verordnung vom 29. Oktober 2014 über den Schutz der Kulturgüter bei bewaffneten Konflikten unter Schutz stehen.
Objekte der Kategorien A und B sind vollständig in der Liste enthalten, Objekte der Kategorie C fehlen zurzeit (Stand: 1. Januar 2022). Unter übrige Baudenkmäler sind weitere geschützte Objekte zu finden, die im Verzeichnis der Objekte von überkommunaler Bedeutung der kantonalen Denkmalpflege zu finden und nicht bereits in der Liste der Kulturgüter enthalten sind.

## Kulturgüter
| Foto |                                                                                             | Objekt                                                                      | Kat. | Typ | Standort                                    | Beschreibung |
| ---- | ------------------------------------------------------------------------------------------- | --------------------------------------------------------------------------- | ---- | --- | ------------------------------------------- | ------------ |
| ja   | Datei hochladen · Wikidata zu Oswaldkapelle in Breite (Q2036527)                            | Reformierte Oswaldkapelle KGS-Nr.: 7576                                     | A    | G   | Breite, Hitzenbachstrasse 5 692088 / 257279 |              |
| ja   | Datei hochladen · Wikidata zu Untere und Obere Heidenburg, römische Erdkastelle (Q29932950) | Untere und Obere Heidenburg, spätrömische Befestigungsanlagen KGS-Nr.: 7577 | B    | F   | Oberwil, bei Mülistrasse 690970 / 256910    |              |

## Übrige Baudenkmäler
| ID       | Foto |                                                               | Objekt                                           | Kat.    | Typ | Standort                                            | Beschreibung |
| -------- | ---- | ------------------------------------------------------------- | ------------------------------------------------ | ------- | --- | --------------------------------------------------- | ------------ |
| 06400159 | ja   | Datei hochladen                                               | Ehemaliges Doppelbauernhaus, Hausteil 1+2        | B reg.  | G   | Oberwil, Alte Bühlhofstrasse 3/5/15 690636 / 257816 |              |
| 06400202 | ja   | Datei hochladen                                               | Ehemaliges Bauernhaus                            | B reg.  | G   | Oberwil, Brüttenerstrasse 6 690624 / 257726         |              |
| 06400205 | ja   | Datei hochladen                                               | Ehemaliges Bauernhaus, Hausteil Brüttenstrasse 5 | B reg.  | G   | Oberwil, Brüttenerstrasse 5 690606 / 257756         |              |
| 06400417 | ja   | Datei hochladen · Wikidata zu Schloss Nürensdorf (Q101064272) | Schloss Nürensdorf                               | B kant. | G   | Neuhofstrasse 1 691330 / 255865                     |              |
| 06400471 | ja   | Datei hochladen                                               | Schloss Nürensdorf, Brauereigebäude              | B reg.  | G   | Brauereiweg 3 691364 / 255867                       |              |
| 06401517 | ja   | Datei hochladen                                               | Ehemaliges Bauernhaus, Hausteil Brüttenstrasse 7 | B reg.  | G   | Oberwil, Brüttenerstrasse 5 690616 / 257764         |              |

Legende: Im Wesentlichen siehe Legende der Liste der Kulturgüter von nationaler und regionaler Bedeutung, mit folgenden Ausnahmen:
- Anstelle der KGS-Nummer wird als Objekt-Identifikator (ID) die Inventarnummer im Verzeichnis der Objekte von überkommunaler Bedeutung des kantonalen Denkmalschutzamtes verwendet.
- Bei den Kategorien wird wie folgt unterschieden: B kant. = Objekt von kantonaler Bedeutung (Kanton Zürich); B reg. = Objekt von regionaler Bedeutung (Kanton Zürich).